# ستان لويس
ستان لويس (بالإنجليزية: Stan Lewis)‏ هو مدير تنفيذي موسيقي ‏ أمريكي، ولد في 5 يوليو 1927، وتوفي في 15 يوليو 2018.

## وصلات خارجية
- ستان لويس على موقع ميوزك برينز (الإنجليزية)
- ستان لويس على موقع أول ميوزيك (الإنجليزية)
- ستان لويس على موقع أول ميوزيك (الإنجليزية)
- ستان لويس على موقع أول ميوزيك (الإنجليزية)
- ستان لويس على موقع ديسكوغز (الإنجليزية)